# Giancarlo Guerrini
Pour les articles homonymes, voir Guerrini et Guérini.
Giancarlo Guerrini (né le 29 décembre 1939 à Rome et mort le 21 mars 2025 dans la même ville) est un joueur de water-polo italien, champion olympique en 1960 dans sa ville natale.